# Helicoverpa minuta
Helicoverpa minuta је изумрла врста инсекта из реда лептира (лат. Lepidoptera).

## Распрострањење
Ареал врсте је био ограничен на једну државу. Сједињене Америчке Државе су биле једино познато природно станиште врсте.

## Станиште
Врста је била присутна на подручју Хавајских острва.

## Угроженост
Ова врста је наведена као изумрла, што значи да нису познати живи примерци.